# Tatort: Wer bin ich?
Wer bin ich? ist ein Fernsehfilm aus der Krimireihe Tatort. Der vom Hessischen Rundfunk produzierte Beitrag wurde am 27. Dezember 2015 im Ersten Programm der ARD ausgestrahlt. Die 968. Tatortfolge ist der fünfte Fall um den von Ulrich Tukur gespielten Wiesbadener Kommissar Felix Murot, wobei hier im Rahmen einer Film-im-Film-Handlung Tukur selbst und nicht Murot im Mittelpunkt des Geschehens steht.

## Handlung
Der Schauspieler Ulrich Tukur weilt in Wiesbaden, um für einen Tatort als Kommissar Felix Murot vor der Kamera zu stehen. Er kann sich nicht daran erinnern, dass er am Vorabend mit dem Assistenten der Aufnahmeleitung, Christoph, das Casino, in dem die Filmcrew „Bergfest“ für die zur Hälfte absolvierten Dreharbeiten feierte, verlassen hat. Am Morgen wird er von der Polizei befragt, weil Christoph tot in seinem verunfallten Wagen aufgefunden wurde und dessen Spielbank-Gewinn entwendet wurde. Tukur, der Christoph als Letzter lebend gesehen haben soll, sich aber an den Vorabend nicht erinnern kann, gerät unter Verdacht und wird angewiesen, die Stadt nicht zu verlassen. Unter den laufenden Ermittlungen leidet der Zeitplan des Tatort-Drehs.
In einer Nebenhandlung bereiten sich Wolfram Koch und Margarita Broich auf den Dreh ihres ersten Tatort-Krimis als Ermittlerduo Janneke und Brix vor. Koch holt sich Ratschläge bei dem ehemaligen Tatort-Schauspieler Martin Wuttke, der nach seinem Aus als Tatort-Darsteller in finanziellen Schwierigkeiten steckt und eine Gastrolle in Kochs Film spielt. Koch und Wuttke wohnen im selben Hotel wie Tukur.
In der Nacht wird Tukur, der Christophs Casino-Gewinn in seinem Gepäck findet, in seinem Hotelzimmer niedergeschlagen. Tukur beginnt selbst zu ermitteln, was in jener Nacht im und nach dem Casino geschehen ist. Er bittet Koch um Hilfe, und so beschaffen sich beide, als Polizisten verkleidet, die Überwachungsvideos des Casinos. Am darauffolgenden Abend wird Tukur von zwei Maskierten verschleppt und am Stadtrand ausgesetzt, wo er von der Polizei aufgegriffen wird. Die Polizei glaubt Tukur nicht, dass er bedroht wird, und so wendet sich dieser erneut hilfesuchend an Koch.
Inzwischen wird Tukur sogar erpresst. Er soll den Casino-Gewinn in einer Autobahnkirche bei Medenbach hinterlegen. Zusammen mit Wuttke und Koch macht er sich auf den Weg dorthin. Wuttke geht in die Kirche, um dort das Geld zu deponieren. Doch er nimmt das Geld an sich und wird tags darauf verhaftet, weil die Polizei das Geld in seinem Hotelzimmer gefunden hat. Während Wuttke, Koch und Barbara Philipp die Polizei anhand der Videoaufnahmen zu überzeugen versuchen, dass Tukur unschuldig ist, sucht dieser den Casino-Angestellten Wegmann auf. Tukurs Meinung nach wurden er und Christoph gezielt beobachtet, was er sich nur dadurch erklären kann, dass es eine Art Casino-Gang gibt, die den Spielern ihre Gewinne wieder abnehmen soll.
Vor Wegmanns Wohnung wird Tukur von dem Polizisten Kugler entdeckt, der ihn mit aufs Revier nimmt. Dort trifft er auf Kuglers Vorgesetzten: Felix Murot.
Verstört sieht er sich seinem eigenen Angesicht gegenüber. Murot hingegen berichtet kurz und sachlich zum Stand der Dinge, dass die Leute vom Sicherheitsdienst des Casinos wegen Erpressung und Körperverletzung dingfest gemacht wurden und dass sie tatsächlich Besucher des Spielcasinos ausspioniert hatten, um sie dann zu überfallen, so wie Tukur es vermutet hatte. Deshalb bedankt sich Murot bei ihm für die gute Arbeit. Tukur ist noch immer verstört und fragt sein Gegenüber, was das Ganze hier solle. Er wäre doch er, oder nicht? Murot entgegnet, dass er genervt wäre von diesem Schauspielergequatsche. Die Rolle hätte ein Eigenleben! Und so sei es auch zu dem Verkehrsunfall gekommen, bei dem Christoph starb. Er hätte das nicht gewollt, aber es sei nun einmal passiert. Er sei betrunken gewesen und wäre dann von der Straße abgekommen. Dumm gelaufen. Tukur ist entsetzt, als sich Murot so unbekümmert über die Vorgänge äußert und macht ihm klar, dass er schließlich bei der Polizei wäre. Woraufhin Murot antwortet: „Ich? Bin hier gar nichts. Ich bin doch nur so eine Idee. Aber ich möchte auch mal leben, mal real sein.“ Er steht auf und geht. Tukur bleibt verstört zurück und sinnt darüber nach, ob er sich möglicherweise mitten in einem bösen Traum befindet.

## Hintergrund
Der Film wurde vom 13. November 2014 bis zum 18. Dezember 2014 in Frankfurt am Main und Umgebung gedreht. In Bad Homburg wurde u. a. im Parkhaus des Casinos, an der Kaiser-Friedrich-Promenade sowie dem Steigenberger Hotel gedreht.
In dieser Folge wird eine Filmgattung benutzt, in der sich Figuren selbst reflektieren und mit dem eigenen Dasein beschäftigen. Solche Produktionen werden seit dem Film Achteinhalb des italienischen Filmemachers Federico Fellini auch als Filmgenre „8 ½“ bezeichnet. Darauf weist auch hin, dass eine junge Frau auf dem Hotelkorridor in einem Werk von Ionesco liest.
Nach Auskunft von Ulrich Tukur entstand das Drehbuch zu der Folge Wer bin ich? nach einer Idee, die er „mit dem Regisseur Bastian Günther an einem feucht-fröhlichen Abend ausbrütete“. Sie „wollten versuchen darzustellen, was passiert, wenn sich eine Figur vom Schauspieler löst und die Ebenen von Spiel und Wirklichkeit komplett durcheinanderwirbelt“. Tukur räumte ein, „sicher werden sich einige Leute furchtbar echauffieren. Andere werden begeistert sein. Ich mag die Episode sehr, denn der »Tatort« wird in eine Art Spiegelkabinett gestellt, in dem er sich auf vielen Ebenen reflektiert und bricht. Und obendrein ist er sehr komisch! […] Ich persönlich finde, dass der »Tatort« immer eine Überraschung sein sollte, kann aber auch Leute verstehen, die am Wochenende eine »saubere« und »normale« Krimi-Unterhaltung haben möchten.“ Für den produzierenden hessischen Rundfunk fand Tukur lobende Worte: „Ich habe noch in keinem Fernsehsender so viel Mut erlebt, den Zuschauern keinen Einheitsbrei vorzusetzen, sondern sie einzuladen, mal auf etwas herumzukauen, was man nicht gleich schlucken kann.“ Tatort-Redakteur des Hessischen Rundfunks Jörg Himstedt, der in der Rolle des Jens Hochstätt von Michael Rotschopf gespielt wurde, erläuterte das der Episode zugrundeliegende Konzept: „Der Film funktioniert auf zwei Ebenen: als Satire, und wer das nicht so sieht, für den ist es zumindest immer noch extrem unterhaltsam.“
In einer Szene nimmt Tukur Bezug auf seinen zweiten Fall Das Dorf, als von ihm gegen Ende der Folge im Gespräch zwischen Tukur und Murot zu hören ist: „Ich bin wirklich glücklich, dass ihr diesen Tumor rausgeschrieben habt. Der drückte mir auf den Sehnerv. Seitdem geht es mir besser.“ In einer anderen Szene sieht Tukur in seinem Hotelzimmer im Fernsehen einen kurzen Ausschnitt aus genau dieser Folge.
Justus von Dohnányi, der in der Folge Wer bin ich? in der Rolle des Regisseurs zu sehen ist, übernahm tatsächlich die Regie der zweiten und dritten Folge Das Dorf und Schwindelfrei des Ermittlers Murot. Zudem war er zusammen mit den Schauspielern Margarita Broich sowie Wolfram Koch in der Folge Hinter dem Spiegel (2015) des Ermittler-Duos Janneke und Brix zu sehen.
In weiteren Rollen spielen sich die Darsteller ebenfalls selbst, was Eric Leimann vom Teleschau Mediendienst als „Schelmenstück“ in diesem „Arthouse-Krimi“ bezeichnete. „Die Frankfurter »Tatort«-Kommissare Wolfram Koch und Margarita Broich spielen sich ebenso selbst wie der ehemalige Leipziger Ermittler Martin Wuttke. Letzterer ist für den Film im Film als Episodenhauptrolle gebucht. Natürlich spielt auch Tukurs Partnerin Barbara Philipp als Barbara Philipp mit – die auf ihren ungleich bekannteren Kollegen Tukur bei aller Kameradschaft ziemlich neidisch ist.“
Neben Anspielungen auf den Leipziger und Frankfurter Tatort gibt es weitere Verweise auf die eigene Tatort-Fernsehreihe. So empfiehlt Wolfram Koch in einer Szene am Set dem Regisseur ein „bisschen mehr Witz“, der ihm daraufhin mit einem Seitenhieb auf das Ermittlerduo Thiel und Boerne entgegnet, „Wolfram, wir sind nicht in Münster“.

## Rezeption

### Einschaltquoten
Die Erstausstrahlung von Wer bin ich? am 27. Dezember 2015 wurde in Deutschland von 7,06 Millionen Zuschauern gesehen und erreichte einen Marktanteil von 20,9 % für Das Erste.
In Österreich wurden 373.000 Zuschauer erreicht und damit eine durchschnittliche Reichweite von 5 % sowie ein Marktanteil von 13 % erzielt.
In der Schweiz verfolgten 323.000 Zuschauer im Alter von über drei Jahren die Erstausstrahlung der Folge und bescherten ihr dadurch einen Marktanteil von 16,9 %. In der Gruppe der 15- bis 59-jährigen Zuschauer wurden 163.000 Zuschauer gezählt sowie ein Marktanteil von 14,3 % gemessen.

### Kritiken
Petra Noppeney von den Westfälischen Nachrichten nannte die Folge Wer bin ich? ein „amüsantes »Film im Film«-Abenteuer“. Dass „ein »suspendierter« Tukur grübelnd und hilfesuchend durch die Kulissen schlich, in denen ausgerechnet Wolfram Koch, der schnodderige »Tatort«-Kollege aus Frankfurt, und Martin Wuttke, abgesetzter TV-Ermittler aus Leipzig, einen Krimi drehten, war der eigentliche Kunstgriff des Films.“ „Die Branche nahm sich herzhaft selbst aufs Korn“, freute sich Noppeney, „auch wenn der Kriminalfall auf der Stelle tappte“. Ihr Kollege Harald Suerland pflichtete ihr bei und resümierte: „Der jüngste Tabubruch bestand darin, den Kommissar nach wenigen Film-Minuten als fiktive Figur zu entlarven – dramaturgisch gesehen ein Verstoß gegen jene Verabredung mit dem Zuschauer, die besagt, dass man dem vertrauten Ermittler begegnet und folgt. Stattdessen gab es einen Krimi, dessen fiktionale Hauptfiguren Schauspieler waren – und die waren wiederum den realen Darstellern nachgebildet.“ Suerland ist sich sicher, „für Fans von Schauspiel-Kunst und Fernseh-Industrie jedenfalls war dieser »Tatort« ein großes Vergnügen“, räumt jedoch ein, „dass am Ende dann noch Felix Murot als Filmfigur wiederkehrte und seinem Darsteller Ulrich Tukur die Leviten las, war vielleicht ein Dreh zu viel – dann aber genial daneben“.
Tobias Jochheim von RP Online ist der Meinung, die Folge enthalte eine „revolutionäre Idee, so massenkompatibel wie möglich umgesetzt“. Dabei spiele Ulrich Tukur eine „ganz besondere Doppelrolle“ mit „ein wenig »Tatort«, viel »Tatort«-Parodie“ und sei „schön“ anzusehen. Hauptdarsteller Tukur habe dabei eine Wandlung vollzogen: „Der echte Ulrich Tukur wird regelmäßig für Herbert Grönemeyer gehalten. Der Schauspieler Tukur, den dieser echte Ulrich Tukur in »Wer bin ich?« darstellt, erinnert überraschenderweise zunehmend an – Daniel Craig. Ohne Bizeps, Trizeps, Sixpack und was man sonst noch so an aufmerksamkeitsheischenden Muskeln haben kann (wie eine Oben-ohne-Aufnahme zweifelsfreier beweist, als man wissen wollte). Mit umso mehr Augenringen, Blässe, verzweifelter Wut und Paranoia.“ Der Film bedient zahllose Klischees der Filmbranche und enthält diverse „Feinheiten der Film- und Feuilletonsprache. Die unzähligen dankbaren Vorlagen werden verwandelt auf eine Art, die man, bei dieser Institution und diesem Sendeplatz, wohl mutig nennen kann.“

„Nachdem die herrlichen Hessen schon ein paar Mal die Grenzen des Formats touchiert haben, kommt zum Jahresabschluss also das Vollexperiment. […] Die Folge 'Wer bin ich' von Bastian Günther spielt mit der Kunstform 'Film im Film', und wer schon ein Problem hat, wenn am Anfang gleich der Mörder feststeht, wird schnell abschalten. […] Man kann dieses zumutbar irre Stück also am besten genießen, wenn man den ganzen Tatort-Jahrgang verfolgt hat, da kriegt man die Bezüge am leichtesten mit.“

„Der gesellschaftspolitische Auftrag: Nicht vorhanden. Aber wie die Darsteller und Filmemacher des HR-'Tatorts' in einer rigorosen Nabelschau die Hosen runterlassen, das ergibt einen klugen, saukomischen und herrlich impertinenten Metakrimi.“

„Wer bin ich? ist ein schwergängiges Rätselspiel, bei dem allenfalls Nebencharaktere ihren Spaß haben, der fiktive Tukur eher nicht. Und für den Zuschauer gestaltet sich die Sache auch zäh. Dabei ist die Episode hervorragend ins Bild gesetzt (Kameramann Michael Kotschi schwelgt in Resopaltristesse), bestens besetzt und gespielt. Aber das ist alles nicht lebendig. Es ist Konzept und Idee, und Schauspieler wie ein Sender, die sich als so vermeintlich uneitel inszenieren, wirken umso eitler.“

„Dass sich das ganze Team dabei auf der Metaebene nach Herzenslust austoben kann, sorgt nicht nur für eine humoristische Kumulation, bei der jeder Münsteraner Tatort wie ein Kaffeekränzchen wirken würde, sondern für einen Seitenhieb nach dem anderen auf diese ganze Tatort-Mischpoke, die sich wie immer viel zu wichtig nimmt. Broich, Koch, Wuttke – beeindruckend, was herauskommt, wenn man diese Schauspieler von der Leine lässt. Herrlich, wie Schizophrenie zelebriert werden kann. Ja, es ist verdammt noch mal ein Meisterwerk, das hier herausgekommen ist, nichts weniger. Wer sich das nicht eingesteht, der hat weiterhin solche Tatorte wie gestern Abend aus Köln verdient. Und das kann ja wohl nicht gewollt sein. Chapeau für diesen geilen Film, der nach 40 Jahren Tatort einfach mal notwendig war.“

„Der Witz, die Situationskomik, die im Schmunzeln des Zuschauers ihren Ausdruck finden mögen, hat auf der 90minütigen Strecke weniger die Funktion, das Drama des Helden zu konterkarieren und abzumildern, als vielmehr, eine eigene Rezeptionsebene zu kreieren, die unter Umständen die Krimi-Tragödie eher uninteressant werden lässt. Es ist eine Frage des Geschmacks und der ästhetischen Vorlieben, was man sich als Zuschauer aus diesem Film herausholt und wie man ihn letztlich für sich „nutzt“. Wer Überraschungen liebt, wer es zu goutieren weiß, dass vier Darsteller von „Tatort“-Kommissaren plus der ausgemusterte Wuttke in den größten Rollen des Films agieren, wer Spaß an bissigen Seitenhieben auf die Filmbranche hat, in der sich zwar alle duzen und „lieben“, aber wo Neid und üble Nachrede an der Tagesordnung sind, der wird auch bei der überschaubaren Krimihandlung nichts vermissen (für eine Sechs-Sterne-Krimikomödie hätte allerdings der Krimplot ausgereifter und komplexer sein und sich nicht nur mit der Mordverdacht-Idee begnügen müssen). Wer dagegen festgefahrene Vorstellungen davon hat, wie ein Sonntagskrimi aussehen muss, der hat schlechte Karten bei „Wer bin ich?“, diesem wilden Genre-Mix, in dem am Ende auch noch die Figur Felix Murot ihren Aufstand probt und sich verdünnisiert.“

„Die unterhaltsame Mischung aus Krimi, Tragödie und Komödie dürfte dennoch polarisieren. Vor allem Tukur spielt zwar grandios. Die Geschichte selbst hat aber Längen, und die Selbstbespiegelung des «Tatort»-Betriebs wirkt manchmal ein wenig selbstverliebt.“

### Auszeichnungen
2015 erhielt Wer bin ich? – wie bereits der Vorgänger Im Schmerz geboren – auf dem Festival des deutschen Films den Medienkulturpreis, als Preis für eine Fernsehredaktion und zur Würdigung qualitativ wertvoller Fernsehspiel-Produktionen.